# موريتا
موريتا هي بلدية في مقاطعة كونيو في منطقة بيدمونت الإيطالية تقع على بعد 35 كيلومتر (22 ميل) جنوب غرب تورينو و 40 كيلومتر (25 ميل) شمال كونيو. اعتبارًا من 1-1-2017 كان عدد سكانها 411 4 وتبلغ مساحتها 23.99 كيلومتر مربع (9.26 ميل2).
بلدية موريتا تحتوي على فرازيوني (التقسيمات الفرعية، القرى والنجوع بشكل رئيسي) بوجليو، بوغليوتو، براس، براس بيكولو، باسكو، بياتيرا، بريز، رونكاليا، وتيتي فاريتا.
تقع موريتا على حدود البلديات التالية: كاردي وفاولي وموريلو و Polonghera وسالوزو و Torre San Giorgio وفيلافرانكا بيومنتي وفيلانوفا سولارو.